# Pachycopsis
Pachycopsis is een geslacht van vlinders van de familie spanners (Geometridae), uit de onderfamilie Geometrinae.

## Soorten
- P. aurata Warren, 1904
- P. caducata Felder, 1875
- P. lunifera Warren, 1907
- P. malina Butler, 1881
- P. tridentata Warren, 1897